# (2854) Rawson
(2854) Rawson (1964 JE) – planetoida z pasa głównego asteroid okrążająca Słońce w ciągu 3,28 lat w średniej odległości 2,21 j.a. Odkryta 6 maja 1964 roku.